# 13745 Mikecosta
13745 Mikecosta è un asteroide della fascia principale. Scoperto nel 1998, presenta un'orbita caratterizzata da un semiasse maggiore pari a 2,6002699 UA e da un'eccentricità di 0,0817190, inclinata di 1,15575° rispetto all'eclittica.